# Lord-lieutenant du Wiltshire
Ceci est une liste de personnes qui ont servi Lord Lieutenant du Wiltshire. Depuis 1750, tous les Lord Lieutenants ont été également Custos Rotulorum of Wiltshire.

## Lord Lieutenants du Wiltshire
- William Herbert, 1er comte de Pembroke 1551 – 17 mars 1570
- Henry Herbert, 2e comte de Pembroke 1570 – 15 janvier 1601
- Edward Seymour, 1er comte de Hertford 24 avril 1601 – 6 avril 1621
- William Herbert, 3e comte de Pembroke 14 avril 1621 – 10 avril 1630
- Philip Herbert, 4e comte de Pembroke 12 août 1630 – 1642
- Interregnum
- William Seymour, 1er marquis de Hertford 10 juillet 1660 – 24 octobre 1660
- Thomas Wriothesley, 4e comte de Southampton 21 février 1661 – 16 mai 1667
- Edward Hyde, 1er comte de Clarendon 18 juin 1667 – 2 avril 1668
- Arthur Capell, 1er comte d'Essex 2 avril 1668 – 22 août 1672
- John Seymour, 4e duc de Somerset 22 août 1672 – 29 avril 1675
- Philip Herbert, 7e comte de Pembroke 20 mai 1675 – 29 août 1683
- Thomas Herbert, 8e comte de Pembroke 11 octobre 1683 – 22 janvier 1733 Conjointement avec
- William Paston, 2e comte de Yarmouth 22 mars 1688 – 16 mai 1689
- Henry Herbert, 9e comte de Pembroke 24 août 1733 – 9 janvier 1750
- Hon. Robert Sawyer Herbert 20 mars 1750 – 3 avril 1756
- Henry Herbert, 10e comte de Pembroke 3 avril 1756 – 22 mars 1780
- Thomas Brudenell-Bruce, 1er comte d'Ailesbury 22 mars 1780 – 8 avril 1782
- Henry Herbert, 10e comte de Pembroke 8 avril 1782 – 26 janvier 1794
- George Herbert, 11e comte de Pembroke 21 mars 1794 – 26 octobre 1827
- Henry Petty-Fitzmaurice, 3e marquis de Lansdowne 23 novembre 1827 – 31 janvier 1863
- George Brudenell-Bruce, 2e marquis de Ailesbury 25 mars 1863 – 6 janvier 1878
- Jacob Pleydell-Bouverie, 4e comte de Radnor 18 mars 1878 – 11 mars 1889
- John Thynne, 4e marquis de Bath 1er avril 1889 – 20 avril 1896
- Henry Petty-Fitzmaurice, 5e marquis de Lansdowne 1er juin 1896 – 3 mars 1920
- Walter Long, 1er vicomte Long 3 mars 1920 – 26 septembre 1924
- Jacob Pleydell-Bouverie, 6e comte de Radnor 22 décembre 1924 – 26 juin 1930
- Sir Ernest Wills, 3e baronnet 7 octobre 1930 – 4 mai 1942
- Evelyn Seymour, 17e duc de Somerset 4 mai 1942 – 26 avril 1954
- Sidney Herbert, 16e comte de Pembroke 7 septembre 1954 – 16 mars 1969
- John Morrison, 1er baron Margadale 26 août 1969 – 17 décembre 1981
- Sir Hugh Trefusis Brassey 17 décembre 1981 – 15 décembre 1989[1]
- Field Marshal Sir Roland Gibbs 15 décembre 1989 – 5 juillet 1996[2]
- Lt-General Sir Maurice Johnston 5 juillet 1996 – 10 novembre 2004[3]
- John Barnard Bush 10 novembre 2004 – février 2012[4]
- Sarah Rose Troughton février 2012 – présent

## Vice Lord Lieutenants du Wiltshire
- Hugh Trefusis Brassey, 1969–1981[5]
- Field Marshal Sir Roland Gibbs: 1982 - 1990[6]
- Major-General John Myles (Robin) Brockbank: 1990 - 1996[7]
- John Richard Arundell, 10e Baron Talbot of Malahide: 2004 - 2006[8],[9]
- Lieutenant Colonel James Rixon Arkell: 26 janvier 2006 – 2012[10],[11],[12]
- Charles Petty-FitzMaurice, 9e Marquis de Lansdowne: 2012–